# الجمعية الاقتصادية الكويتية
الجمعية الاقتصادية الكويتية (بالإنجليزية: Kuwait Economic Society)‏ هي جمعية تفع عام كويتية تم تأسيسها في عام 1970. تدار الجمعية بواسطة مجلس إدارة منتخب لتقديم خدمات الدعم الاستشاري للمؤسسات الحكومية وغير الحكومية في المجال الاقتصادي بالإضافة إلى المشاركة وتنظيم الفعاليات في هذا المجال.